# Andrew Auld
Andrew Auld   (Stevenston, 26 de gener de 1900 - Johnston, 6 de desembre de 1977)

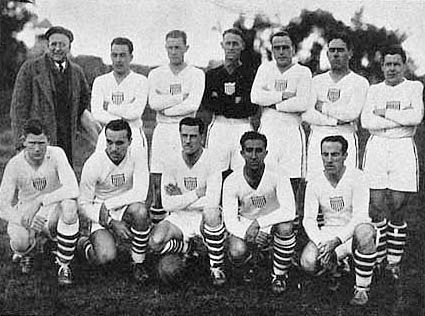
Selecció de futbol dels Estats Units que participà en la Copa del Món de 1930. Auld és el primer de la dreta de la fila drets.

, conegut com a Andy Auld, fou un futbolista estatunidenc, d'origen escocès, de la dècada de 1920.
Fou cinc cops internacional amb la selecció dels Estats Units, amb qui jugà el Mundial de 1930.
Començà a jugar a Escòcia a clubs com Parkhead F.C.. Als Estats Units jugà a diversos clubs de l'American Soccer League.